# Rivalità Rams-Seahawks
La rivalità Rams–Seahawks è una rivalità di football americano nella National Football League tra i Los Angeles Rams e i Seattle Seahawks. Mentre le due squadre si sono affrontate per la prima volta nel 1976, la rivalità non si è sviluppata fino all’inizio degli anni 2000, nello specifico attorno al 2002, quando i Seahawks furono inseriti assieme ai Rams nella NFC West, consentendo così due incontri all’anno tra le due squadre. Geograficamente Los Angeles e Seattle distano circa 1.100 miglia ed entrambe fanno parte della Interstate 5 che collega la costa ovest con gli Stati Uniti continentali. Entrambe le squadre hanno trovato inizialmente il successo in vari momenti, fino a che il ritorno dei Rams a Los Angeles nel 2016 ha amplificato l’ostilità, con entrambe le formazioni che lottavano per il successo nei playoff. Entrambi club hanno vinto il Super Bowl tra il 2013 e il 2021, con gli scontri sul campo che si sono trasformati in violente battaglie per il controllo della division. I Seahawks guidano la serie per 27-25. Le due squadre si sono incontrate per due volte nei playoff, con i Rams che hanno vinto entrambi gli incontri, nel 2004 e nel 2020.

## Storia

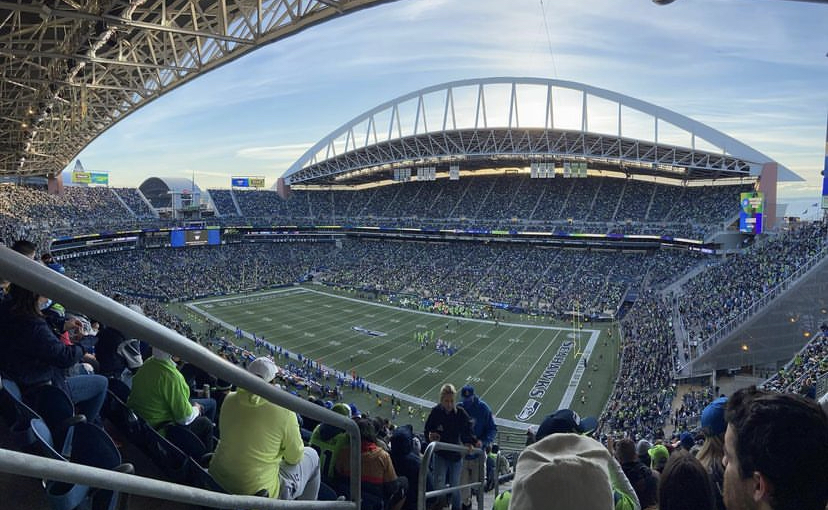
I Seahawks ospitano i Rams il 7 ottobre 2021

### Inizi della rivalità: 1976–2002
Originariamente i Seahawks militavano nella NFC West durante la loro stagione inaugurale nel 1976, ma furono spostati nella AFC West l’anno successivi. Poche cose portavano i Seahawks a nutrire qualsiasi tipo di animosità verso i loro futuri rivali dei Rams e dei 49ers per la maggior parte della prima parte della loro esistenza, fino al riallineamento del 2002.
Degno di nota il fatto che sia i Rams che i Seahawks ebbero problemi di affluenza dei tifosi e stadi superati negli anni novanta. I Rams non riuscirono ad assicurarsi un nuovo stadio nel sud della California e la controversa proprietaria Georgia Frontiere trasferì la squadra a St. Louis nel 1995. Il proprietario dei Seahawks Ken Behring si trovò sempre più insoddisfatto per le condizioni del Kingdome e minacciò di trasferire la squadra a Los Angeles prima della stagione 1996. Senza informare la lega, il febbraio 1996 Behring trasferì la sede degli allenamenti dei Seahawks all’ex struttura dei Rams ad Anaheim e tentò di giungere a un accordo per il noleggio del Rose Bowl a Pasadena. Ciò tuttavia fece infuriare gli altri proprietari della lega poiché Behring non aveva rispettato le procedure per il trasferimento. Il 5 febbraio la lega minaccio di multare Behring e la squadra di 900.000 dollari al giorno finché la franchigia non avesse fatto ritorno a Seattle. Alla fine, Behring fu costretto a cedere la squadra al co-fondatore di Microsoft Paul Allen nel 1997.

### 2002–09: i Seahawks si uniscono alla NFC West
La rivalità tra Seahawks e Rams si stabilì nel 2002, dopo che i Seahawks furono inseriti nella NFC West in seguito all’espansione della lega a 32 squadre con l’avvento degli Houston Texans quella stagione. I Rams e i Seahawks condivisero la division con i San Francisco 49ers e gli Arizona Cardinals, questi ultimi passati nella NFC West dopo avere giocato per 32 stagioni nella NFC East. I Seahawks entrarono nella division come contendente ai playoff sotto la direzione del capo-allenatore al terzo anno Mike Holmgren, mentre i Rams stavano vivendo le ultime fasi dell’epoca del Greatest Show On Turf. Le formazioni dei Rams non reggevano il confronto con le migliori annate sotto la guida del quarterback Kurt Warner e riuscirono a vincere la division solo una volta nel 2003 prima del ritorno a Los Angeles tredici anni dopo.
La stagione 2003 vide i Rams terminare con un record di 12-4 e prendere il comando della division un’ultima volta. Seattle aveva tallonato i Rams per la maggior parte della stagione, vincendo tutte le prime tre gare, inclusa una vittoria sui Rams con un margine ristretto nel terzo turno. I Seahawks dopo quella vittoria tuttavia vinsero solamente cinque delle successive nove gare mentre i Rams si portarono in vetta alla division vincendo otto delle successive nove. Nello scontro della settimana 15 contro i Seahawks, entrambe le parti ingaggiarono un’aspra contesa , con Seattle che lottava per riguadagnare la vetta della division da inizio stagione. Anche se indietro di due gare rispetto ai Rams, i Seahawks si presentarono alla gara in maniera aggressiva. Dopo una safety a seguito di un placcaggio del quarterback Marc Bulger nella end zone, Seattle si trovò in svantaggio di 12 punti. Dopo avere segnato il loro secondo touchdown, i ricevitori dei Rams Torry Holt e Isaac Bruce irrisero ed ebbero un confronto con la safety di Seattle Ken Hamlin nella end zone. Un drive guidato da Shaun Alexander e Darrell Jackson aiutò Seattle a riprendere l’inerzia della partita nel secondo quarto ma, dopo il suo touchdown, Jackson e il cornerback dei Rams Aeneas Williams iniziarono ad accapigliarsi per il precedente gesto dei ricevitori dei Rams. A Jackson fu inflitta una penalità dopo il touchdown per avere deriso gli avversari. I Rams alla fine riuscirono a prevalere, in una gara contraddistinta dallo scontro tra i running back Alexander e il futuro membro della Pro Football Hall of Fame Marshall Faulk. Fu però la safety dei Rams Adam Archuleta a fare la differenza, mettendo a segno un sack e 8 importanti tackle. Una controversa penalità al ricevitore di Seattle Bobby Engram che avrebbe potuto portare in vantaggio i Seahawks portò a un’altra rissa. Con la vittoria i Rams si aggiudicarono matematicamente la division. I Seahawks raggiunsero comunque i playoff piazzandosi secondi nella division con un record di 10–6 record ma lì furono sconfitti nel primo turno ai tempi supplementari dai Green Bay Packers. I Rams ebbero il secondo miglior record della conference ma furono anch’essi sconfitti da dopo un doppio tempo supplementare dai Carolina Panthers, che avrebbero raggiunto il Super Bowl, in casa.
La stagione 2004 vide i Rams partire forte vincendo quattro delle prime sei gare ma il meccanismo si inceppò nel resto dell’anno, perdendo sei delle ultime dieci e chiudendo secondi nella division una gara dietro ai Seahawks. Si arrivò così al primo scontro nei playoff tra le due squadre nel turno delle wild card. Malgrado l’essere finiti dietro a Seattle, i Rams avevano battuto i Seahawks in entrambi gli scontri della stagione regolare. St. Louis iniziò portandosi in vantaggio di 4 punti malgrado le giocate inconsistenti del quarterback Marc Bulger. I Seahawks risposero con il loro gioco sui passaggi guidato Matt Hasselbeck che passò un veloce touchdown, dopo di che vi fu un intercetto all’inizio del secondo quarto. Il secondo tempo vide Seattle portarsi brevemente in vantaggio prima che Bulger passasse un touchdown da 17 yard a meno di due minuti dal termine del terzo quarto. Malgrado gli sforzi dei Seahawks, St. Louis non cedette più il vantaggio. Bulger e Hasselbeck passarono complessivamente 654 yard in quella che fu anche l’ultima gara in carriera dell’Hall of Famer Jerry Rice. I Rams non avrebbero più vinto una gara di playoff fino al 2018, mentre Seattle iniziò una serie di dieci vittorie consecutive in casa nella ‘’post-season’’ che avrebbe avuto termine solo nel 2020, per mano proprio dei Rams.
Tra il finire degli anni 2000 e l’inizio degli anni 2010 vi fu un declino della rivalità, con i Seahawks che si qualificarono consistentemente per i playoff, mentre i Rams faticarono. Seattle vinse dieci incontri consecutivi tra le due squadre nel periodo 2005–09.

### 2010–15: i Seahawks vincono il Super Bowl XLVIII
Malgrado il rapido declino della competitività dei Rams nella prima metà del decennio, vi furono momenti di animosità tra le due squadre durante gli ultimi anni dei Rams a St. Louis, mentre Seattle rimaneva una delle favorite per il Super Bowl, andando a vincere il Super Bowl XLVIII.
Durante una gara del 2013 a St. Louis, il ricevitore dei Seahawks Golden Tate mostrò il dito medio al cornerback dei Rams Janoris Jenkins dopo che questi fallì un intercetto mentre Tate portò il pallone in touchdown.
Nel corso della stagione 2014, i Rams ospitarono i Seahawks nella settimana 7. Prima della conclusione del primo tempo, i Rams riuscirono a portarsi in vantaggio 14–3. Il kick returner Tavon Austin doveva ritornare un punt in una giocata in cui sembrò chiamare un ‘’fair catch’’ ma il pallone fu in realtà calciato sul lato opposto, dove l’altro ritornatore Stedman Bailey si stava preparando a ritornare il punt. Con l’intera marcatura di Seattle intenta a concentrarsi su Austin, Bailey poté ritornare il pallone indisturbato per 90 yard in touchdown. I Rams ottennero così un’imprevista vittoria per 28-26. I due club si ritrovarono nell’ultimo turno a Seattle. L’attacco dei Rams faticò molto, riuscendo a segnare solo due field goal nel primo tempo, anche se la difesa capitalizzò un intercetto di Russell Wilson e recuperò un fumble del running back Marshawn Lynch. I Seahawks segnarono anch’essi due field goal sul finire del terzo quarto, ma nessuno dei due attacchi riuscì ad imporsi nettamente. All’inizio del quarto periodo, il quarterback dei Rams Shaun Hill lanciò un intercetto decisivo, dando il pallone a Seattle sulla propria linea delle 26 yard . Da lì Lynch si avviò a segnare un touchdown su corsa. Le speranze di rimonta dei Rams si interruppero quando Hill lanciò un altro intercetto tra le mani del linebacker Bruce Irvin che ritornò il pallone in touchdown; grazie alla vittoria, Seattle si assicurò per il secondo anno consecutivo il miglior record della NFC.
Nel 2015, il punter dei Rams Johnny Hekker derise il defensive end dei Seahawks Cliff Avril dopo un punt da 45 yard. Il defensive lineman dei Seahawks Michael Bennett in seguito tentò di placcare Hekker per vendicarsi e, nell’intervista dopo la partita, lo accusò di ”comportarsi come una ragazzina". Dopo la vittoria dei Rams nella settimana 16 a Seattle, Bennett prese di mira la stella dei Rams, il runnng back rookie Todd Gurley su Twitter, dopo che Gurley era stato premiato come rookie offensivo dell’anno, affermando: “Per me è nella media. Ho visto running back migliori.”

### 2016: ritorno dei Rams a Los Angeles
Nel 2016, I Rams fecero ritorno a Los Angeles, giocando temporaneamente al Los Angeles Memorial Coliseum mentre il SoFi Stadium era in costruzione. La prima gara della stagione regolare fu contro i Seahawks. La partita fu preceduta da un concerto dei Red Hot Chili Peppers per festeggiare il ritorno. Malgrado un’ottima prova dell’attacco sui passaggi di Seattle, i Seahawks non riuscirono a segnare alcun touchdown durante la partita. Dal canto loro, i Rams ebbero problemi simili con la loro rotazione dei quarterback, con Case Keenum che faticò a essere consistente. Nemmeno Los Angeles segnò alcun touchdown ma segnò 3 field goal con Greg Zuerlein. A fare la differenza fu l’arcigna difesa dei Rams che mise a segno 4 sack su Russell Wilson, vincendo per 9-3. Tuttavia, le stagioni delle due rivali presero direzioni opposte: i Rams collassarono dopo la vittoria mentre i riuscirono a rimanere competitivi. Le due franchigie si riaffiorarono nella settimana 15 e i Seahawks uscirono nettamente vincitori per 24-3. I Seahawks vinsero la division con un bilancio di 10–5–1 mentre i Rams chiusero sul 4–12.

### 2017–20: inizio dell’era di Sean McVay a L.A.

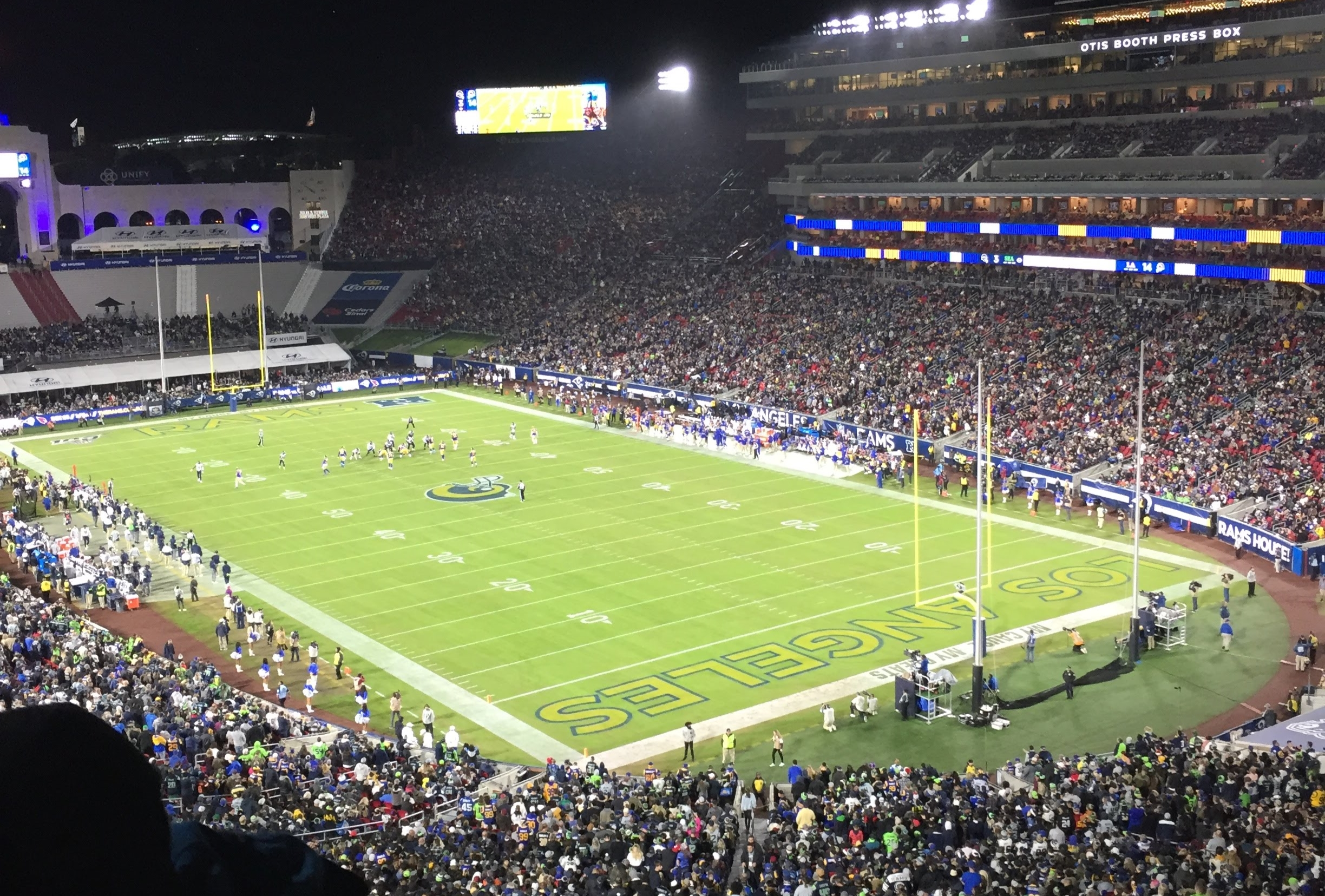
I Seahawks in casa dei Rams al Los Angeles Memorial Coliseum, 8 dicembre 2019

La stagione successiva, i Rams assunsero Sean McVay come capo-allenatore. Dall’arrivo di McVay, i Rams hanno vinto tre titoli della NFC West e hanno dominato la rivalità, andando su un parziale di 7–3 in casa contro i Seahawks dal 2017. La prima gara di McVay contro I Seahawks vide la squadra lottare nel primo tempo ma arrendersi nel secondo a due field goal e a un fumble di Gurley nella end zone che fu classificato come un touchback. Seattle ebbe la meglio per 16–10. La rivincita fu nella settimana 15 al Centurylink Field, con i Rams una gara davanti a Seattle in testa alla division. L’attacco di Los Angeles cercava vendetta e Todd Gurley chiuse con 152 yard corse e 3 touchdown in un nettissimo 42-7, la peggior sconfitta casalinga nella storia di Seattle. Aaron Donald chiuse con 3 sack su Russell Wilson, mentre quest’ultimo segnò un solo touchdown, completando 14 passaggi su 30. La difesa di Seattle si arrese con relativa facilità, con il quarterback dei Rams Jared Goff che passò 120 yard e 2 touchdown. Con la vittoria Los Angeles si assicurò un posto nei playoff malgrado una sconfitta con i 49ers nell’ultimo turno. Seattle aveva lo stesso record dei Panthers per raggiungere l’ultima wild card ma fu eliminata a causa di una sconfitta contro i Cardinals nella settimana 17.
All’inizio della stagione 2018, le due squadre si affrontarono a Seattle nel quinto turno. La tensione si vide già all’inizio della gara a causa di una rissa tra le due panchine dopo che il ricevitore dei Rams Brandin Cooks subì un infortunio a causa di un controverso scontro con la safety Tedric Thompson, anche se non fu fischiata alcuna penalità contro Seattle. I Rams resistettero, anche se non con la stessa intensità della stagione precedente, e riuscirono a vincere per 36-31. Nella settimana 10 a Los Angeles, Aaron Donald con un sack strappò il pallone a Russell Wilson, riuscendo a recuperare l’ovale mentre stava uscendo dal campo. Prima che uscisse dal campo, il centro dei Seahawks Justin Britt spinse Donald a terra, portando Donald a sferrare un pugno dopo che lo stesso Britt ne aveva tirato uno al cornerback dei Rams Nickell Robey-Coleman. L’alterco degnerò velocemente in una vera rissa con l’offensive lineman di Seattle J.R. Sweezy e il cornerback dei Rams Troy Hill che iniziarono anch’essi a scambiarsi dei pugni. L’uomo di linea dei Seahawks Austin Calitro e il defensive end dei Rams Ethan Westbrooks dovettero essere separati dagli arbitri dopo che avevano iniziato un altro litigio. Entrambe le panchine si scaldarono finché non intervennero Sean McVay, Zac Taylor, Doug Baldwin, Jordan Simmons e Michael Brockers a calmare gli animi. Dopo la vittoria dei Rams per 33–31, un’altra grande rissa si svolse a metà campo a fine partita tra diversi giocatori, mentre Donald e Britt continuarono a sfidarsi. Questi ultimi furono entrambi multati dalla lega di 20.000 dollari per la rissa. I Rams batterono Seattle per la prima volta in entrambi gli incontri dal 2015, chiudendo con un bilancio di 13-3 e la qualificazione al Super Bowl LIII. Seattle chiuse seconda nella division con un record di 10-6, perdendo contro i Dallas Cowboys nel primo turno di playoff.
La stagione 2019 vide le fortune mutare per entrambe le squadre, con i Rams che ebbero un’annata negativa dopo la sconfitta nel Super Bowl, mentre i 49ers vinsero facilmente la division. I due club si incontrarono nella gara del giovedì del quinto turno e i Seahawks si imposero con I propri ricevitori, tra cui il rookie D.K. Metcalf e il veterano Tyler Lockett che ricevettero complessivamente 91 yard. Russell Wilson ritornò in forma con 4 touchdown passati mentre Jared Goff ne passò solo uno ed ebbe un controverso intercetto da parte di Tedric Thompson con diversi avversari che affermarono che il pallone avesse toccato terra prima di finire tra le sue mani. Dopo la richiesta di Pete Carroll di rivedere l’azione al replay, l’azione fu classificata come un passaggio incompleto e a Seattle fu assegnato il possesso del pallone dopo 15 minuti di visione degli arbitri. I Rams rimontarono 9 punti nel quarto periodo ma un field goal sbagliato da Zuerlein diede a Seattle la vittoria per 30–29. I Rams continuarono a faticare molto, a causa anche del declino delle prestazioni di Goff. Prima della gara della settimana 14, Seattle aveva un record di 10-2 mentre Los Angeles era sul 7-5. Malgrado ciò, i Rams lottarono più che nei precedent incontri e chiusero il primo tempo in vantaggio per 21-3. Nel secondo quarto, D.K. Metcalf e il cornerback dei Rams Jalen Ramsey si scontrarono dopo che Ramsey deviò tre passaggi diretti a Metcalf. Malgrado i migliori sforzi di Metcalf, i Seahawks faticarono molto durante la partita. Seattle segnò con un intercetto ritornato in touchdown dell’appena giunto Quandre Diggs ma i Rams dominarono per tutta la partita, mettendo a segno 5 sack su Russell Wilson, oltre a forzare un fumble e un intercetto. Seattle uscì così dalla lotta per la vittoria della division, andata a San Francisco. Los Angeles chiuse con un record di 9-7 mancando i playoff a causa di due sconfitte contro i 49ers mentre Seattle nel turno delle wild card batté i Philadelphia Eagles prima perdere con i Packers nel divisional round.
La stagione 2020 vide i Rams vincere la prima delle due gare nella settimana 10 dopo un’aspra battaglia per 23-16. I Seahawks arrivavano alla partita con un bilancio di 6-2, mentre i Rams di 5-3. Los Angeles si portò in vantaggio all’inizio con Wilson che subì due intercetti mentre Alex Collins segnò l’unico touchdown della partita di Seattle. Nella seconda partita dell’anno invece vi furono grandi tensioni tra le due rivali. Seattle era in vantaggio di una gara sui Rams in testa alla division, con questi ultimi che avevano perso a sorpresa contro i New York Jets e I 49ers. Los Angeles faticò in attacco per tutta la partita, con Goff che non passò alcun touchdown e subì un cruciale intercetto che portò alla sconfitta. La safety di Seattle Jamal Adams nella conferenza stampa dopo la partita festeggiò accendendo un sigaro e deridendo vari avversari, dichiarando: “Meraviglioso, non è vero Rams?” alle telecamere. I Seahawks vinsero la division con un record di 12-4 mentre i Rams si aggiudicarono una wild card con un bilancio di 10-6. Si profilò così un incontro tra le due squadre nel primo turno di playoff a Seattle.
Prima dell’inizio della partita, Seattle non perdeva un incontro di playoff in casa da quando era stata sconfitta dai Rams nel 2004. Goff non poté scendere in campo a causa di una frattura a un pollice e Los Angeles fu costretta a schierare il quarterback di riserva John Wolford. Nel primo quarto Jamal Adams sferrò un colpo proibito alla testa di Wolford, costringendolo ad abbandonare la gara. Goff fu così costretto a subentrargli e portò la sua squadra alla vittoria per 30-20, chiudendo a dieci la striscia di vittorie interne consecutive nei playoff degli avversari. Dopo la gara, Jalen Ramsey fu colto a festeggiare deridendo i tifosi di Seattle. Anche Goff diede voce alla sua soddisfazione, ricordando il gesto del sigaro di Adams.

### 2021–presente: i Rams vincono il Super Bowl LVI

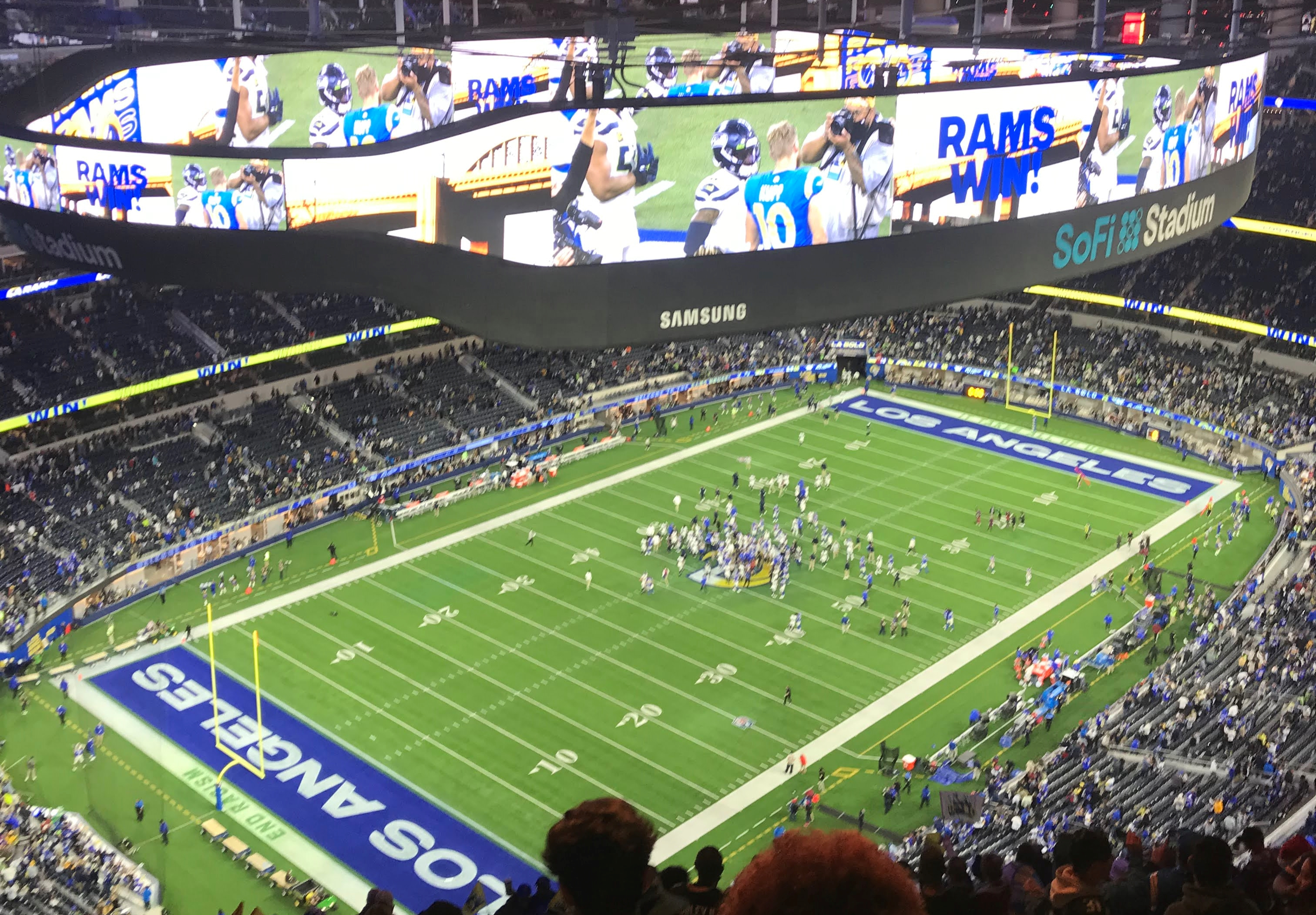
La vittoria dei Rams sui Seahawks al SoFi Stadium, 21 dicembre 2021

Prima dell’inizio della stagione 2021, i Seahawks acquisirono l’ex tight end dei Rams Gerald Everett come free agent e assunsero il coordinatore del gioco sui passaggi avversario Shane Waldron per farne il loro coordinatore offensivo. Nel frattempo, Los Angeles scambiò Goff e diverse scelte del draft con i Detroit Lions per avere in cambio il quarterback Matthew Stafford.
Nella settimana 5 della stagione 2021, i Rams erano in svantaggio di quattro punti alla fine del primo tempo. Nel terzo quarto l'attacco di Los Angeles si risvegliò, segnando 13 punti consecutivi. Sempre nel terzo quarto, il difensore dell'anno in carica Aaron Donald forzò un passaggio incompleto di Wilson che nell'azione si infortunò a un dito, dovendo lasciare la partita. Quell'infortunio lo fece finire in lista infortunati per la prima volta in carriera, costringendo a far giocare ai Seahawks il quarterback di riserva Geno Smith. Smith lanciò un touchdown ma subì anche un intercetto decisivo con sei punti di svantaggio nell'ultimo periodo, dando la vittoria ai Rams.
Nella settimana 15 della stessa stagione, una gara importante tra le due rivali fu spostata da domenica 19 dicembre a martedì 21 dicembre a causa della pandemia di COVID-19 che aveva colpito entrambe le squadre. Senza che nessuno dei due attacchi giocasse particolarmente bene, i Rams (9-4) batterono i Seahawks (5-8) con un punteggio di 20-10 in una battaglia difensiva. Los Angeles vinse grazie a due touchdown del futuro giocatore offensivo dell'anno e MVP del Super Bowl Cooper Kupp. La vittoria permise ai Rams di rimanere in scia degli Arizona Cardinals per il titolo della NFC West. Sull'altra sposta, la sconfitta diede effettivamente un colpo mortale alle ambizioni di Seattle, che sarebbe stata eliminata dalla caccia ai playoff una settimana dopo. I Rams chiusero con un record di 12-5, vincendo una competitiva NFC West e a febbraio conquistarono il Super Bowl LVI. I Seahawks chiusero l'annata con un record di 7–10 all'ultimo posto della division, la loro prima stagione con un record negativo dal 2011.
Prima della stagione 2022, Seattle scambiò il quarterback Russell Wilson con i Denver Broncos. Durante i suoi anni a Seattle, la Stella dei Rams Aaron Donald mise a segno 15 sack su Wilson, più di qualsiasi altro avversario nella sua carriera. I Seahawks decisero anche di svincolare il linebacker All-Pro Bobby Wagner, l'ultimo membro della difesa nota come Legion of Boom. Nativo del sud della California, Wagner decise di firmare con i Rams il 31 marzo un contratto quinquennale del valore di 65 milioni di dollari.
Nella settimana 13 della stagione 2022, le due squadre si incontrarono al SoFi Stadium. I sogni dei Rams di difendere il titolo erano svaniti a causa di una serie di infortuni, tra cui quelli di Matthew Stafford, Cooper Kupp e Aaron Donald. In quella partita, l'indebolita difesa di Los Angeles riuscì a resistere per la maggior parte dell'incontro, che si chiuse con un passaggio da touchdown all'ultimo minuto da Smith a D.K. Metcalf per il 27-23 finale, la prima vittoria dei Seahawks a L.A. dal 2017. La vittoria consentì a Seattle di rimanere in lotta per una wild card.
Nell'ultimo turno della stagione, i già eliminati Rams si recarono a Seattle con un record di 5-11, mentre i Seahawks arrivarono al match su un record di 8-8. Seattle necessitava di una vittoria e di una contemporanea sconfitta (o un pareggio) dei Packers per raggiungere i playoff. I Rams avrebbero quindi potuto estromettere i Seahawks dai playoff con una vittoria ma uscirono nuovamente sconfitti, questa volta ai tempi supplementari grazie a un field goal di Jason Myers per il 19-16 finale. La vittoria fu controversa poiché nel finale vi furono diverse chiamate dubbie in favore dei Seahawks. Tali decisioni penalizzarono i Rams e indirettamente anche i Detroit Lions, che necessitavano di una sconfitta di Seattle per potere ancora sperare nei playoff. Una fonte anonima descrisse la partita come "la peggio arbitrata dell'anno". Con la vittoria dei Lions poche ore dopo contro i Packers, i Seahawks si assicurarono una wild card, dove persero nel primo turno contro i San Francisco 49ers.
Le due squadre si incontrarono nel debutto della stagione 2023 a Seattle. I Seahawks erano nettamente favoriti in questo incontro con i Rams. Il ricevitore D.K. Metcalf aprì subito le ostilità quando derise il cornerback avversario Derion Kendrick prima segnare un touchdown e in seguito mise a segno un colpo proibito sul cornerback Ahkello Witherspoon. Ciò fece infuriare Sean McVay sulla linea laterale e in seguito Metcalf fu multato per quell'azione. Malgrado Seattle avesse chiuso il primo tempo in vantaggio per 13-10, Geno Smith giocò particolarmente male nel secondo tempo, chiudendo con 117 yard passate, mentre Matthew Stafford ne fece registrare 334. Il ricevitore rookie dei Rams Puka Nacua dominò la linea secondaria dei Seahawks, ricevendo 10 passaggi per 119 yard nel suo debutto. I running back dei Rams Kyren Williams e Cam Akers corsero complessivamente 81 yard e 3 touchdown, con tre field goal nel terzo quarto di Brett Maher che assicurarono la vittoria agli ospiti. Dopo la partita Derion Kendrick attaccò Metcalf in un post.

## Tifoserie
- Durante la prima partita di stagione regolare del ritorno dei Rams a Los Angeles il 16 settembre 2016 vi furono numerose fisse al LA Coliseum durante la partita con i Seahawks. Non fu stilato alcun rapporto dalla polizia ma emerse un video di uno scontro tra un tifoso dei Rams e uno dei Seahawks. Salendo le scale dello stadio, un tifoso di Seattle fu preso a pugni da due tifosi di Los Angeles, facendolo cadere a terra e colpendo inavvertitamente un bambino di nove anni tifoso dei Rams sulle gradinate.[55][56][57]
- Il batterista dei Red Hot Chili Peppers Chad Smith (che è tifoso dei Rams) fece un'apparizione con la banda dei Seahawks chiamata "Blue Thunder" nel novembre del 2021.[58] Come risposta, i Rams portarono avanti un vecchio scherzo sulla somiglianza di Smith con l'attore Will Ferrell (che è tifoso dei Seahawks), quando Smith assistette a una partita al SoFi Stadium. La squadra dei social media dei Rams prese in giro Smith sul maxischermo dello stadio mettendo la sua foto accanto a quella di Ferrell.[59][60]

## Connessioni tra le due squadre
| Nome           | Ruolo                                  | Anni con i Rams      | Anni con i Seahawks      |
| -------------- | -------------------------------------- | -------------------- | ------------------------ |
| Chuck Knox     | Capo-allenatore                        | 1973–1977, 1992–1994 | 1983–1991                |
| Bobby Wagner   | Middle Linebacker                      | 2022                 | 2012–2021, 2023–presente |
| Robert Rochell | Cornerback                             | 2022                 | 2023–presente            |
| Curt Warner    | Running back                           | 1990                 | 1983–1989                |
| Gerald Everett | Tight end                              | 2017–2020            | 2021                     |
| Shane Waldron  | All. tight end/ coordinatore offensivo | 2017–2020            | 2021–presente            |
| Ricky Proehl   | Tight End                              | 1998–2002            | 1995–1996                |
| Austin Davis   | Quarterback                            | 2012, 2013–2014      | 2017                     |
| Ronnie Rivers  | Running back                           | 2022–presente        | 2022                     |
| Donnie Jones   | Punter                                 | 2007–2011            | 2004                     |
| Isaiah Battle  | Offensive tackle                       | 2015–2016            | 2017                     |
| Jerry Rhome    | Coordinatore offensivo                 | 1997–1998            | 1976–1982                |
| Jack Patera    | Capo allenatore/ all. defensive line   | 1963–1967            | 1976–1982                |
| Rick Tuten     | Punter                                 | 1998–1999            | 1991–1997                |
| Mark Rypien    | Quarterback                            | 1995                 | 2002                     |
| Joe Vitt       | All. linebacker                        | 1992–1994, 2004–2005 | 1982–1991                |